# Bella Bayliss
Pour les articles homonymes, voir Bayliss.
Bella Bayliss née Comerford le 1er novembre 1977 à Norwich en Écosse est une triathlète professionnelle. Championne du monde de triathlon longue distance, triple vainqueur et actuelle détentrice du record de victoire féminine de l'Embrunman.

## Biographie
Bella Bayliss Comerford est l'une des triathlètes les plus titrées de l'histoire du triathlon longue et très longue distance (XL et XXL). Au cours de sa carrière elle remporte seize titres sur distance Ironman dont trois fois l'Embrunman. Célèbre pour ses facultés de récupération et le nombre de courses qu'elle enchaîne à travers le monde, elle fait partie des fondateurs de  la Team TTB. Elle est entrainée pendant plusieurs années par Brett Sutton avec qui elle obtient de nombreux titres sur le circuit Ironman.
Bella Bayliss annonce la fin de sa carrière professionnelle en 2013, après sa participation au Challenge Defi de Henley, ou elle prend la 1re place. Dans l’annonce de son départ, elle formule le souhait de continuer d’œuvrer pour le triathlon au travers de son activité d'entraineuse. Depuis novembre 2008, elle est mariée à Stephen Bayliss triathlète professionnel également, rencontré lors des championnats du monde de triathlon longue distance en Suède en 2003.

## Palmarès
Le tableau présente les résultats les plus significatifs (podium) obtenus sur le circuit international de triathlon depuis 2002.
| Année | Compétition                          | Pays           | Position           | Temps            |
| ----- | ------------------------------------ | -------------- | ------------------ | ---------------- |
| 2010  | Ironman 70.3 Royaume-Uni             | Royaume-Uni    | Médaille d'or      | 4 h 53 min 52 s  |
| 2009  | Ironman Autriche                     | Autriche       | Médaille d'or      | 8 h 50 min 13 s  |
| 2009  | Ironman Lanzarote                    | Espagne        | Médaille d'or      | 9 h 54 min 58 s  |
| 2009  | Ironman Royaume-Uni                  | Royaume-Uni    | Médaille d'or      | 9 h 34 min 0 s   |
| 2009  | Embrunman                            | France         | Médaille d'or      | 11 h 2 min 48 s  |
| 2009  | Ironman 70.3 Royaume-Uni             | Royaume-Uni    | Médaille d'or      | 4 h 49 min 44 s  |
| 2008  | Ironman Afrique du Sud               | Afrique du Sud | Médaille d'or      | 9 h 27 min 48 s  |
| 2008  | Ironman Lanzarote                    | Espagne        | Médaille d'or      | 10 h 2 min 28 s  |
| 2008  | Ironman Royaume-Uni                  | Royaume-Uni    | Médaille d'or      | 9 h 49 min 7 s   |
| 2008  | Embrunman                            | France         | Médaille d'or      | 11 h 26 min 7 s  |
| 2008  | Ironman Floride                      | États-Unis     | Médaille d'or      | 9 h 7 min 48 s   |
| 2007  | Ironman Royaume-Uni                  | Royaume-Uni    | Médaille d'or      | Timing           |
| 2006  | Championnat du monde longue distance | Australie      | Médaille d'or      | 6 h 55 min 32 s  |
| 2006  | Ironman Floride                      | États-Unis     | Médaille d'or      | Timing           |
| 2005  | Ironman Floride                      | États-Unis     | Médaille d'or      | 9 h 33 min 9 s   |
| 2005  | Championnat d'Europe longue distance | Suède          | Médaille d'argent  | 6 h 43 min 33 s  |
| 2003  | Ironman Floride                      | États-Unis     | Médaille d'or      | 9 h 26 min 17 s  |
| 2003  | Powerman Duathlon Zofingen           | Suisse         | Médaille de bronze | 7 h 39 min 40 s  |
| 2002  | Embrunman                            | France         | Médaille d'or      | 11 h 41 min 56 s |
| 2002  | Ironman Floride                      | États-Unis     | Médaille d'or      | 9 h 36 min 33 s  |
| 2002  | Powerman Duathlon Zofingen           | Suisse         | Médaille de bronze | 7 h 43 min 9 s   |